# NSC 8250

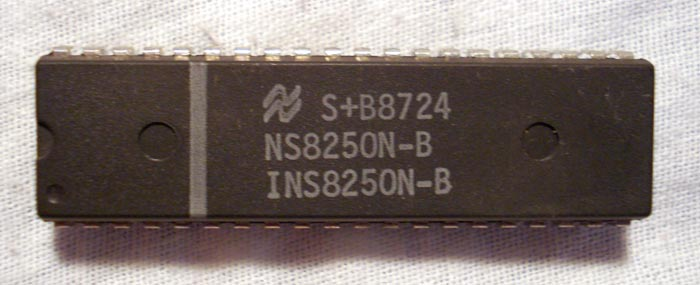
NS 8250 im 40-poligen DIL-Gehäuse

Pinbelegung des NS 8250

Der NSC 8250 von National Semiconductor (NS) war der im IBM-Personal-Computer-Standarddesign vorgesehene UART zur Implementierung der asynchronen Datenübertragung über die RS-232-Schnittstelle. Pinkompatible Nachfolger sind der NS 16450 und NS 16550, welche bei dem IBM Personal Computer/AT Anwendung fanden.
Einige PC-Hersteller wichen von seiner Verwendung ab und verwendeten stattdessen den geringfügig inkompatiblen Intel 8251, welcher eine zusätzliche synchrone Datenübertragung bot.